# Nomada lagrecai
Nomada lagrecai là một loài Hymenoptera trong họ Apidae. Loài này được Noble mô tả khoa học năm 1990.